# Resolució 595 del Consell de Seguretat de les Nacions Unides
La Resolució 595 del Consell de Seguretat de les Nacions Unides, aprovada per unanimitat el 27 de març de 1987 després de lamentar la mort del jutge i vicepresident de la Cort Internacional de Justícia Guy Ladreit de Laucharrière el 10 de març, el Consell va decidir que en concordança a l'Estatut de la Cort les eleccions per omplir la vacant s'efectuarien el 14 de setembre en una sessió del Consell de Seguretat i durant la quarantè primera sessió de l'Assemblea General.
Laucharrière va ser un diplomàtic francès que havia representat al seu país a les Nacions Unides. En 1982 havia estat escollit en la CIJ i en fou vicepresident en 1985. El període del seu càrrec havia d'acabar al febrer de 1988.